# Cartago (grad u Kostarici)
Cartago je glavni grad kostarikanske provincije Cartage.
Udaljen je oko 25 kilometara istočno od glavnog grada, San Joséa. Nalazi se na visini od 1435 metara u blizini vulkana Irazúa. Grad je osnovan davne 1563. dok su Kostarikom još vladali Španjolci te je njihov kralj, Filip II. dao sagraditi Cartago. Cartago je bio glavni grad Kostarike sve do 1823. kada republikanski čelnik Gregorio Jose Ramirez premješta vladu u veći San Jose. Grad je bio dosta porušen u potresima 1822., 1841. i 1910.
Mnogi hodočasnici iz Srednje Amerike dolaze u ovaj grad kako bi posjetili baziliku "Nuestra Señora de los Angeles" u kojoj se nalazi kip crne Gospe, koji je poznat pod imenom "La Negrita" i navodno ima velike iscjeliteljske moći.
U gradu je razvijena industrija, dok u ruralnim krajevima oko grada veliku važnost ima poljoprivreda. Pokrajina Cartago poznata je po svojoj biološkoj raznolikosti i gustim tropskim šumama.